# Golofa hirsuta
Golofa hirsuta är en skalbaggsart som beskrevs av Brett C.Ratcliffe 2003. Golofa hirsuta ingår i släktet Golofa och familjen Dynastidae. Inga underarter finns listade i Catalogue of Life.